# Lycenchelys alta
Lycenchelys alta är en fiskart som beskrevs av Toyoshima, 1985. Lycenchelys alta ingår i släktet Lycenchelys och familjen tånglakefiskar. Inga underarter finns listade i Catalogue of Life.